# Dragica Kresoja
Dragica Kresoja (Драгица Кресоја), née le 13 août 1986, est une handballeuse macédonienne. D'origine serbe, elle a reçu la citoyenneté macédonienne en 2007, et a défendu les couleurs de la Macédoine lors du Championnat d'Europe de handball féminin 2008.

## Palmarès

### Club
compétitions internationales
- vainqueur de la Coupe Challenge en 2012 avec Le Havre AC Handball

compétitions nationales
- Championne de Macédoine (2) en 2008 et 2009 avec HC Kometal Gjorče Petrov Skopje